# کاترین پواره
کاترین پواره (فرانسوی: Catherine Poirot‎؛ زادهٔ ۹ آوریل ۱۹۶۳) شناگر اهل فرانسه است.